# Radio New Zealand
Radio New Zealand — новозеландская общественная радиокомпания.

## История

### RBC-NZBB-NBS-NZBS-NZBC (1925—1975)
В 1925 году была создана частная корпорация RBC (Radio Broadcasting Company — Радиовещательная компания). В 1932 году она была национализирована и переименована в NZBB (New Zealand Broadcasting Board), позднее в свою очередь переименованную в NBS (New Zealand National Broadcasting Service — «Новозеландская национальная радиовещательная служба»), в 1950-е гг. — в NZBS (New Zealand Broadcasting Service — «Новозеландская радиовещательная служба»), в 1962 году в NZBC (New Zealand Broadcasting Corporation — «Новозеландская радиовещательная корпорация»). В 1960 году NZBC через VHF запустила телеканал NZBC TV. В 1948 году NBS на коротких волнах запустила группу радиоблоков Radio New Zealand (ныне — Radio New Zealand International). В 1964 году за радиостанциями закрепилось NZBC National Programme и NZBC Concert Programme.

### Radio New Zealand (с 1975 года)
В 1975 году NZBC была разделена на Television One, Television Two и Radio New Zealand. Позднее за радиостанциями закрепились названия — National Radio и Concert FM, с 2007 года Radio New Zealand National и Radio New Zealand Concert соответственно. 9 октября 2007 года Radio New Zealand через AM запустила радиостанцию Radio New Zealand Parliament.

## Радиостанции

### Основные радиостанции
- Radio New Zealand National
- Radio New Zealand Concert
- Radio New Zealand Parliament

Доступны через эфирное радиовещание (аналоговое на УКВ (УКВ CCIR), Radio New Zealand National и Radio New Zealand Parliament также на СВ), эфирное (цифровое (DVB-T) на ДМВ), кабельное, спутниковое телевидение, IPTV и Интернет.

### Международные радиостанции
- Radio New Zealand International

Доступна через спутниковое телевидение и Интернет, ранее через эфирное радиовещание (цифровое (DRM) и аналоговое на КВ).

## Управление и финансирование
Является одним из двух (наряду с TVNZ) общественных вещателей Новой Зеландии. Является акционерным обществом, акции которого принадлежат государству. Возглавляется Советом директоров (Radio New Zealand Board of Governors). Финансируются за счёт отчислений государственной казны. Является ассоциированным членом EBU.